# Judita ubija Holoferna (Caravaggio)
 Judita ubija Holoferna  je slika svetopisemske epizode umetnika Caravaggia, naslikana okoli leta 1598–1599 ali 1602. Vdova Judita najprej očara sirskega generala Holoferna, nato pa mu v njegovem šotoru odseka glavo. Slika je bila ponovno odkrita leta 1950 in je del zbirke Galleria Nazionale d'Arte Antica v Rimu. Nedavna razstava Dentro Caravaggio Palazzo Reale v Milanu (september 2017-januar 2018) predlaga datum nastanka leto 1602 zaradi uporabe svetlobnih temeljnih skic, ki niso bile vidne v zgodnjih delih Caravaggia, a so značilne za njegova kasnejša dela. V razstavnem katalogu (Skira, 2018, str. 88) je naveden tudi opis biografa umetnika Giovannija Baglioneja, da je delo naročil genovski bankir Ottavio Costa.
Druga slika na popolnoma isto temo (glej spodaj) iz leta 1607, ki jo več strokovnjakov pripisuje Caravaggiu, drugi pa temu še vedno oporekajo, je bila naključno odkrita leta 2014 in je bila prodana junija 2019 kot Judita in Holofern.

## Predmet
Devterokanonična knjiga Judite pripoveduje, kako je Judita služila svojemu ljudstvu tako, da je zapeljala in zadovoljila sirskega generala Holoferna. Judita Holoferna opije, nato pa zgrabi njegov meč in ga obglavi: »Stopila je k posteljnemu stebričku ob Holofernovem zglavju, snela z njega ukrivljen meč, se še bolj približala ležišču, zgrabila lase na njegovi glavi in rekla: Daj mi moč, Gospod, Izraelov Bog, današnji dan! Dvakrat je z vso silo udarila po njegovem tilniku in mu odsekala glavo.« (Jdt 13,7–8).
Caravaggiov pristop je bil običajno izbrati najbolj dramatičen trenutek: trenutek samega odsekanja glave. Figure so postavljene v plitvi fazi, gledališko osvetljene s strani, izolirane na črni podlagi. Juditina služkinja Abra stoji ob svoji gospodarici na desni, ko Judita iztegne roko, da drži rezilo proti Holofernovemu vratu; ležeč na trebuhu, zgrbljenega vratu, ko obrača glavo proti atentatorju, je ranljiv. Rentgenski žarki so pokazali, da je Caravaggio prilagodil postavitev Holofernove glave, ko je nadaljeval, nekoliko jo je ločil od trupa in jo pomaknil v desno. Obrazi treh likov kažejo na umetnikovo obvladanje čustev, Juditin obraz kaže mešanico odločnosti in odbijanja. To delo je močno vplivalo na Artemisio Gentileschi in druge; čeprav so celo presegli Caravaggiov fizični realizem, trdili so, da se nobena ni ujemala z njegovim zajemanjem Juditine psihološke ambivalentnosti.
Model za Judito je bila verjetno rimska kurtizana Fillide Melandroni, ki je večkrat pozirala za več drugih Caravaggiovih del; sam prizor, zlasti podrobnosti o krvi in odsekanju glave, naj bi črpal iz njegovih opažanj o javni usmrtitvi Beatrice Cenci leta 1599.

## Možna druga različica
Ko je Caravaggio 14. junija 1607 zapustil Neapelj, je v ateljeju v Neaplju, ki sta si ga delila flamska slikarja in trgovca z umetninami Louis Finson in Abraham Vinck, pustil dve sliki – Roženvensko Mati Božjo in Judito, ki ubija Holoferna. Vinck je dve sliki verjetno vzel s seboj, ko je zapustil Neapelj in se okoli leta 1609 naselil v Amsterdamu. Kasneje se je tudi Finson preselil v Amsterdam. Obe sliki sta ponovno omenjeni, tokrat v oporoki iz 19. septembra 1617, ki jo je pripravil Finson v Amsterdamu. V oporoki je Finson Vincku pustil svoj delež v obeh Caravaggiovih slikah iz Neaplja. Finson je umrl kmalu po tem, ko je napisal oporoko, njegov naslednik Vinck pa je umrl dve leti kasneje. Po Vinckovi smrti po letu 1619 so njegovi dediči prodali Roženvensko Mati Božjo za 1800 florinov odboru flamskih slikarjev in amaterjev, ki jih je vodil Peter Paul Rubens, za cerkev svetega Pavla dominikanskih bratov v Antwerpnu. Leta 1786 je avstrijski cesar Jožef II. najprej odredil zaprtje vseh 'neuporabljenih' samostanskih redov, nato pa je za svojo umetniško zbirko zahteval še Caravaggiovo sliko. Zdaj jo lahko občudujemo v Kunsthistorisches Museum na Dunaju. Delo Caravaggia, ki je bilo darilo vodilnim umetnikom v Antwerpnu in izraz njihove globoke verske predanosti, je tako postalo predmet plenjenja avstrijskih vladarjev Flandrije.
O drugem Caravaggiu, Juditi, iz začetka 1600-ih, ki je bil v lasti Vincka in Finsona, ni bilo sledu. Predlagano je bilo, da jo identificiramo s sliko v zbirki banke Intesa Sanpaolo v Neaplju. Nekateri znanstveniki menijo, da je slika Judita ubija Holoferna, odkrita na podstrešju v Toulousu leta 2014, izgubljeni Caravaggio. Drugi raziskovalci tako v Toulouški Juditi kot v delu v zbirki banke Intesa Sanpaolo ne vidijo le dela, ki ga je naslikala Finsonova roka, ampak trdijo tudi, da gre dejansko za originalne kreacije Finsona in ne za kopije po izgubljenem Caravaggiu. Različico v Toulousu so celo opisali kot Finsonovo mojstrovino. Oba tabora umetnostnih zgodovinarjev svoje pripisujeta slogovnim in tehničnim značilnostim dela.
Francoska vlada je sliko prepovedala izvoziti, medtem ko so bili opravljeni testi za ugotavljanje njene pristnosti. Februarja 2019 je bilo napovedano, da bo slika prodana na dražbi, potem ko bo Louvre zavrnil možnost, da bi jo kupili za 100 milijonov EUR. Namesto tega jo je tik pred načrtovano dražbo, junija 2019, za nerazkrito vsoto kupil zbiralec umetniških del in upravitelj hedge skladov J. Tomilson Hill. Novi lastnik je član upravnega odbora Metropolitanskega muzeja umetnosti.